# Asesor prokuratury
Asesor prokuratury – osoba przygotowywana do wykonywania obowiązków prokuratora. Staż asesorski polega na zdobywaniu praktyki i doświadczenia zawodowego, zazwyczaj poprzez wykonywanie czynności prokuratorskich.
Asesorem może zostać mianowana osoba, która ukończyła aplikację prokuratorską i złożyła egzamin prokuratorski.
Asesorem prokuratury może także zostać mianowana osoba, która zdała egzamin adwokacki lub radcowski i przez co najmniej rok była zatrudniona na stanowisku asystenta prokuratora lub asystenta sędziego lub wykonywała czynności związane z tworzeniem lub stosowaniem prawa w urzędach obsługujących organy państwowe lub posiada stopień naukowy doktora nauk prawnych.
Asesorów powszechnych jednostek organizacyjnych prokuratury mianuje i zwalnia Prokurator Generalny.
Asesor prokuratury jest obowiązany stale podnosić kwalifikacje zawodowe, w tym uczestniczyć w szkoleniach i innych formach doskonalenia zawodowego.
Prokurator Generalny może powierzyć asesorowi powszechnej jednostki organizacyjnej prokuratury na czas określony, nieprzekraczający trzech lat, pełnienie czynności prokuratorskich, jednakże bez prawa udziału w postępowaniu przed sądem apelacyjnym i okręgowym w sprawach rozpatrywanych w drugiej instancji oraz bez prawa sporządzania środków zaskarżania i wniosków do Sądu Najwyższego oraz występowania przed tym sądem (tzw. łac. votum).
Asesor prokuratury nieposiadający uprawnień do pełnienia czynności prokuratorskich może występować w charakterze oskarżyciela publicznego w sprawach, w których było prowadzone dochodzenie.
Do asesorów stosuje się odpowiednio większość przepisów dotyczących prokuratorów.
Prokurator Generalny może, z zachowaniem trzymiesięcznego okresu wypowiedzenia, zwolnić asesora powszechnej jednostki organizacyjnej prokuratury ze służby. Prokurator Generalny odwołuje asesora, jeżeli zrzekł się stanowiska.